# Královská hra z Uru
Královská hra z Uru (také Královská hra z města Ur nebo Hra dvaceti čtverců) je desková hra pro dva hráče, pocházející ze starověké Mezopotámie. Nejstarší záznamy o hře pocházejí z 3. tisíciletí před Kristem. Hra byla populární napříč Středním východem, hrací desky byly nalezeny i na Krétě a Srí Lance.

## Historie
Hra byla hrána již 2500 let př. Kr. V letech 1922 a 1934 sir Leonard Woolley nalezl při vykopávkách v hrobce v Uru dvě hrací desky hry. Jedna z nich je vystavena v Britském muzeu v Londýně. Popularita hry dvaceti čtverců postupně upadla ve prospěch domina.

## Příprava hry

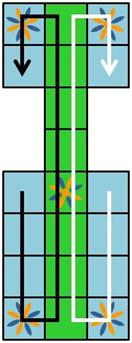
Směr pohybu hráčů během hry

Každý z hráčů má sedm hracích kamenů, které jsou dvou barev (původně černé a bílé) a tři hrací kostky. Původní pravidla hry nejsou zcela jednoznačná a patrně se vzájemně regionálně lišila. Cílem však je dostat házením kostek (s možným počtem bodů 0-3, nebo 0-4) všechny hrací kameny pryč z herní plochy.

## Moderní rekonstrukce
Hra byla v moderní době rekonstruována, pravidla mohou být různá. Existují i online verze hry.

## Galerie

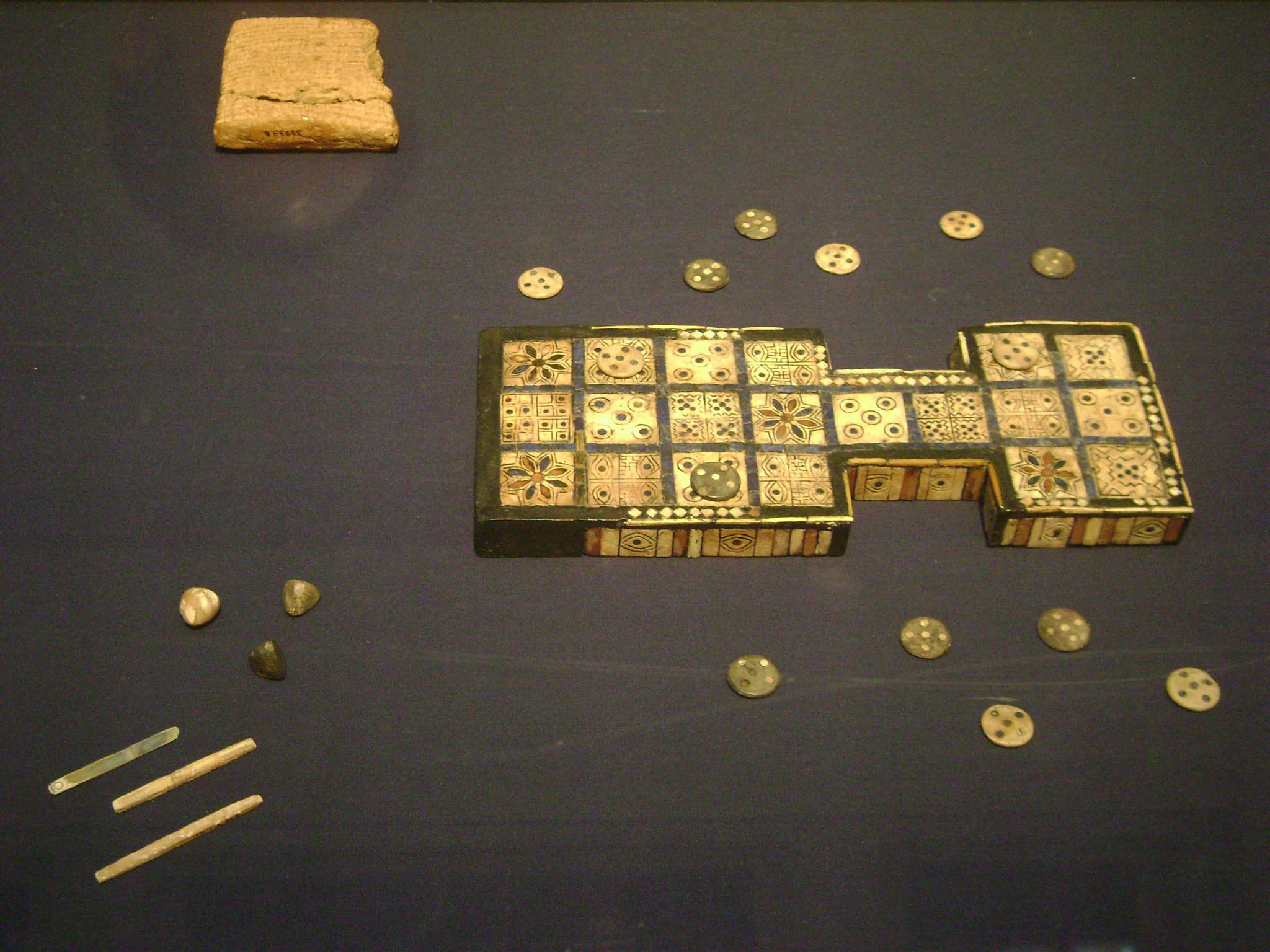
Královská hra města Ur
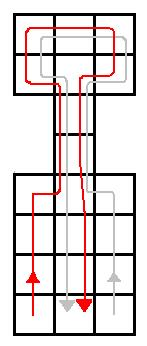
Směr pohybu hráčů během hry
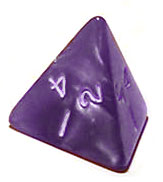
Hrací kostka pro hru dvaceti čtverců
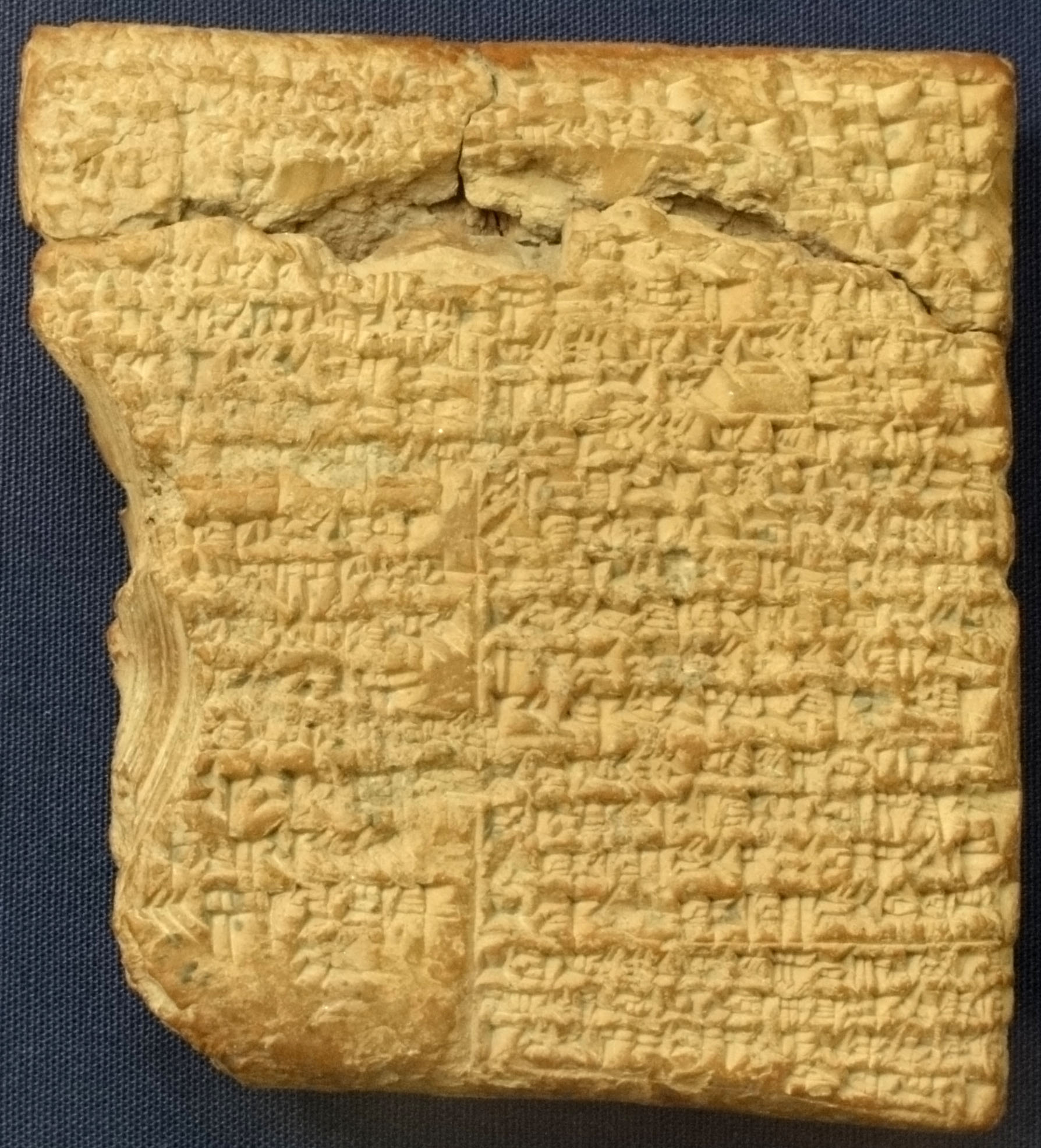
Původní pravidla hry